# The Big White
Pour plus de détails, voir Fiche technique et Distribution.
The Big White (ou Le Grand Blanc au Québec) est un film américain réalisé par Mark Mylod, sorti en 2005.

## Synopsis
Paul Barnell possède une agence de voyages en Alaska qui bat de l'aile. Pour ne rien arranger, sa femme Margaret est atteinte du syndrome de Gilles de La Tourette. Un matin, il découvre dans le container à poubelle devant son lieu de travail un cadavre que deux tueurs ont laissé dedans quelques heures auparavant. L'idée lui vient de lui faire prendre l'identité de son frère disparu depuis plusieurs années et de monter un plan pour toucher l'assurance prévue si ce dernier mourrait de façon accidentelle.
La compagnie d'assurance envoie Ted Waters, un inspecteur qui se doute rapidement qu'il y a quelque chose de louche. Pendant ce temps, les deux tueurs viennent rechercher le cadavre avant qu'on ne le découvre pour le faire disparaître. Et pour couronner le tout le frère disparu réapparaît...

## Fiche technique
- Titre original : The Big White
- Titre québécois : Le Grand Blanc
- Réalisation : Mark Mylod
- Scénario : Collin Friesen
- Photographie : James Glennon
- Montage : Julie Monroe
- Musique : Mark Mothersbaugh
- Société de production et de distribution : Ascendant Pictures, Capitol Films, Rising Star Entertainment, VIP 2 Medienfonds
- Budget : 18 000 000 $
- Pays de production :  Canada,  Nouvelle-Zélande et  États-Unis et  Allemagne
- Langue : Anglais
- Format : Couleur - Dolby Digital - DTS - 35 mm - 1.85:1
- Genre : Comédie noire
- Durée : 110 min
- Date de sortie : 3 décembre 2005 (États-Unis), 7 juin 2007 (France, directement en vidéo)
- Public : Tous public

## Distribution
- Robin Williams  (VF : Michel Papineschi / VQ : Vincent Davy)  : Paul Barnell
- Holly Hunter  (VF : Déborah Perret / VQ : Lisette Dufour)  : Margaret Barnell
- Giovanni Ribisi  (VF : Denis Laustriat / VQ : Hugolin Chevrette)  : Ted Waters
- Woody Harrelson  (VF : Renaud Marx / VQ : Alain Zouvi)  : Raymond Barnell
- Alison Lohman  (VQ : Catherine Proulx-Lemay)  : Tiffany
- Tim Blake Nelson  (VQ : François Sasseville)  : Gary
- W. Earl Brown  (VQ : Jacques Lavallée)  : Jimbo
- Ralph J. Alderman  (VQ : Hubert Gagnon)  : M. Branch
- Frank Adamson  (VF : Richard Leblond)  : Le détective Boyle
- Billy Merasty : Cam